# 特勒爾 (北卡羅萊納州)
特勒爾（英語：Terrell）是位於美國北卡羅萊納州卡托巴縣的非建制地區。

## 歷史
特勒爾的郵局自1893年營運至今。

## 地理
特勒爾所處的海拔為高於海平面259米（即850英呎），而該地所採用的時區為UTC-5，即北美东部时区（EST）。同時該地設有夏令時間，為UTC-5調快一小時，即UTC-4（EDT）。